# Leptosiaphos rhomboidalis
Leptosiaphos rhomboidalis — вид сцинкоподібних ящірок родини сцинкових (Scincidae). Ендемік Танзанії.

## Поширення і екологія
Leptosiaphos rhomboidalis відомі за голотипом, знайденим в лісовому заповіднику Мваніхана, в Національному парку Удзунгва, на висоті 1200 м над рівнем моря. Вони живуть у вологих тропічних лісах. Ведуть денний, риючий спосіб життя. Самиці відкладають яйця.